# Кубок Европы по сумо
Кубок Европы по сумо — Кубок Европы — это возможность для спортсменов набрать рейтинговые очки для участия во Всемирных играх. Также для выполнения спортивных разрядов Мастер спорта Международного класса

## Летние Чемпионаты
Соревнования по сумо
| 2019 | Дзержинск | Россия | 08-10 ноября | ФОК «Ока» |  |  |  |
|      |           |        |              |           |  |  |  |